# 富尔尼瓦勒
富尔尼瓦勒（法語：Fournival，法語發音：[fuʁnival]）是法国瓦兹省的一个市镇，属于克莱蒙区。

## 地理
富尔尼瓦勒（49°27'59"N, 2°23'1"E）面积11.53 平方千米，位于法国上法蘭西大區瓦兹省，该省份为法国北部内陆省份，北起索姆省，西接厄尔省和滨海塞纳省，南至塞纳-马恩省和瓦兹河谷省，东临埃纳省。
与富尔尼瓦勒接壤的市镇（或旧市镇、城区）包括：阿夫勒希、比勒、埃图伊、勒梅尼勒叙比勒、圣雷米昂洛。

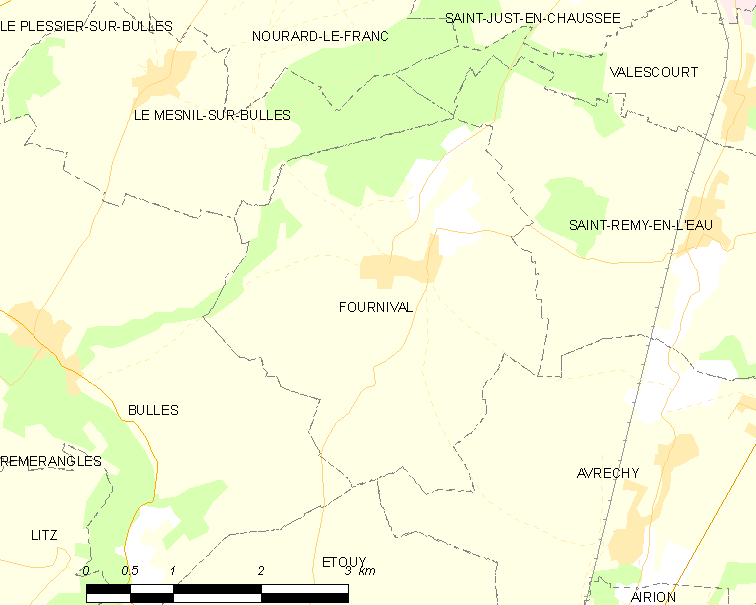
富尔尼瓦勒的OSM定位图

富尔尼瓦勒的时区为UTC+01:00、UTC+02:00（夏令时）。

## 行政
富尔尼瓦勒的邮政编码为60130，INSEE市镇编码为60252。

## 政治
富尔尼瓦勒所属的省级选区为圣瑞斯特昂绍塞县。

## 人口

1962-2008年间富尔尼瓦勒人口变化图示

富尔尼瓦勒于2022年1月1日时的人口数量为521人。